# Frühe Hilfen
Frühe Hilfen als Leitbild des Nationalen Zentrums Frühe Hilfen (NZFH) sind koordinierte Hilfsangebote an (werdende) Familien und ihre Kinder ab der Schwangerschaft bis in die ersten Lebensjahre, vor allem bis zum dritten Lebensjahr der Kinder. Eine erste Begriffsbestimmung „Frühe Hilfen“ wurde in Deutschland im Jahr 2006 vom NZFH entwickelt; das Konzept wurde in Modellprojekten in der Praxis erprobt, 2009 in Form einer Begriffsbestimmung weiterentwickelt und 2014 in Form eines von Leitsätzen formulierten Leitbildes gefasst.

## Konzept

### Hintergrund
In den ersten Lebensjahren sind Kinder besonders schutzbedürftig. Gleichzeitig sind Mütter und Väter in dieser Zeit relativ offen für Rat und praktische Hilfe. Über niedrigschwellige Zugänge können Eltern frühzeitig erreicht und ihre Kompetenzen im Umgang mit dem Kind gestärkt werden. Frühe Hilfen beinhalten, dass familiäre Belastungen und Risiken für das Wohl des Kindes so früh wie möglich erkannt und passende, bedarfsgerechte Unterstützungsangebote zur Verfügung gestellt werden. Dazu zählen primär Angebote aus der Kinder- und Jugendhilfe, dem Gesundheitssystem, der Frühförderung und der Schwangerenberatung. Die Frühen Hilfen umfassen sowohl Angebote im Sinne der Gesundheitsförderung (universelle/primäre Prävention) als auch Angebote an Familien in Problemlagen (selektive/sekundäre Prävention).

### Leitsätze
Das 2014 vom NZFH veröffentlichte Leitbild ist in 14 Leitsätzen formuliert:
1. Frühe Hilfen sind eingebettet in Grundrechte und gesetzlich verankert.
2. Frühe Hilfen orientieren sich an den Bedarfen der Familien.
3. Frühe Hilfen sind Angebote an (werdende) Familien und ihre Kinder ab der Schwangerschaft bis zum dritten Lebensjahr der Kinder.
4. Frühe Hilfen sind geprägt von einer wertschätzenden und auf Vertrauen basierenden Grundhaltung in der Arbeit mit Familien.
5. Frühe Hilfen setzen an den Ressourcen der Familien an, stärken ihr Selbsthilfepotential und fördern die Elternverantwortung
6. Frühe Hilfen richten sich an alle Familien und sind dem Diversity-Konzept verpflichtet.
7. Frühe Hilfen haben ein eigenes Profil und sind integriert.
8. Frühe Hilfen schaffen niedrigschwellige Zugänge für psychosozial belastete Familien.
9. Frühe Hilfen werden von allen geleistet, die Kontakt zu psychosozial belasteten Familien und ihren Kindern haben.
10. Frühe Hilfen sind kommunal verankert. Sie sind mit Ressourcen für eigenständiges Handeln ausgestattet.
11. Frühe Hilfen werden in Netzwerken gestaltet und koordiniert.
12. Frühe Hilfen verfügen in den Netzwerken über allgemeine und spezifische Kompetenzen der beteiligten Akteure.
13. Frühe Hilfen orientieren sich an wissenschaftlich fundierten Grundlagen der Gesundheitsförderung und der Sozialen Arbeit mit Familien.
14. Frühe Hilfen sind qualitätsgesichert und werden regelmäßig evaluiert.

### Zielgruppen
Frühe Hilfen stehen allen Familien und werdenden Eltern offen; richten sich aber insbesondere an Familien in belastenden Lebenslagen.
Belastende Faktoren wie niedriger Bildungsstand, Anzeichen einer Depression und Erfahrungen harter Bestrafungen in der Kindheit sind in Familien mit Migrationshintergrund häufiger als in Familien ohne Migrationshintergrund. Deutlich höheren Belastungen sind oft Flüchtlinge ausgesetzt.
Angebote der Kinder- und Jugendhilfe stehen allen Kindern zu, die ihren gewöhnlichen Aufenthalt in Deutschland haben, und sind nicht vom Aufenthaltsstatus abhängig. Das schließt Kinder im Asylverfahren und geduldete Kinder mit ein.

## Entwicklung und Umsetzung in Deutschland

### Aktionsprogramm des Bundes
Im Jahr 2006 richtete das Bundesministerium für Familie, Senioren, Frauen und Jugend im Rahmen des Aktionsprogramms „Frühe Hilfen für Eltern und Kinder und soziale Frühwarnsysteme“ ein Nationales Zentrum Frühe Hilfen (NZFH) ein, dessen zentrale Aufgabe unter anderem die Initiierung und Unterstützung von Vernetzungsprozessen war. In Deutschland gab es bereits davor ein Angebot von Hilfen und Unterstützungsmöglichkeiten für Kinder und Familien, einzelne Modelle für sich allein konnten jedoch keine gute Versorgung von Familien mit Unterstützungsangeboten gewährleisten. Gravierende Fälle von Kindesmisshandlung und Vernachlässigung hatten jedoch 2006 Anlass zu einer breiten gesellschaftlichen Debatte zum Kinderschutz in Deutschland gegeben. Hinzu kamen gestiegene Kosten in der Kinder- und Jugendhilfe sowie veränderte Krankheitsbilder bei Jugendlichen, mit mehr chronischen und psychischen Erkrankungen. Das Aktionsprogramm wurde eingerichtet, um eine bessere Vernetzung zu erreichen und um Hilfen anzubieten, die passgenau auf Eltern und Kinder ausgerichtet sind.
Das Bundes-Aktionsprogramme „Frühe Hilfen für Eltern und Kinder und soziale Frühwarnsysteme“ zielte auf die Prävention von Vernachlässigung und Misshandlung bei Säuglingen und Kleinkindern beginnend mit der Schwangerschaft bis zum Ende des dritten Lebensjahres. Vorrangige Zielgruppe waren Familien mit Kindern vom vorgeburtlichen Alter bis zum Alter von etwa drei Jahren, deren Lebenssituation durch hohe Belastungen und vielfältige und/oder schwerwiegende Risiken (etwa Armut, Gewalt oder Drogenkonsum im Elternhaus) gekennzeichnet war. Die Förderung der Bundesregierung war vorwiegend auf die wissenschaftliche Begleitung und Evaluierung konzentriert. Dauerhafte Strukturen für frühe Hilfen und ein Frühwarnsystems waren in der Regel von den Trägern bzw. den Kommunen zu finanzieren.
Das Aktionsprogramm des Bundes formulierte sechs Anforderungen an Frühe Hilfen und soziale Frühwarnsysteme, die auch für die Zusammenarbeit des NZFH mit unterschiedlichen Akteurinnen und Akteuren aus der Fachpraxis und Forschung als Qualitätsdimensionen maßgeblich sind: (1.) systematischer und umfassender Zugang zur Zielgruppe, (2.) systematische und objektivierte Risikoerkennung, (3.) Motivierung der Familien zur aktiven Teilnahme an Hilfen, (4.) Anpassung der Hilfen an den Bedarf der Familie, (5.) Monitoring des Verlaufs der Hilfeerbringung und (6.) Verankerung der Hilfe im Regelsystem.
Von 2007 bis 2011 wurden im Rahmen des Aktionsprogramms insgesamt zehn Modellprojekte umgesetzt.

### 1. Januar 2012: Verankerung im Gesetz zur Kooperation und Information im Kinderschutz
Zum 1. Januar 2012 trat das Gesetz zur Kooperation und Information im Kinderschutz (KKG) als Teil des Bundeskinderschutzgesetzes (BKiSchG) in Kraft. Nach § 1 Abs. 3 KKG hat die staatliche Gemeinschaft Eltern ausreichend bei der Ausübung ihrer Erziehungsverantwortung zu unterstützen. In Bezug auf Frühe Hilfen bedeutet dies, dass werdende Eltern bereits während der frühen Schwangerschaft bedarfsgerecht durch Anleitung und Hilfestellung bei der Versorgung des Säuglings und beim Aufbau einer Beziehung zum Kind zu unterstützen sind.
Das Gesetz sah für 2012 bis 2015 eine „Bundesinitiative Netzwerke Frühe Hilfen und Familienhebammen“ (§ 3 Abs. 4 KKG) – kurz: Bundesinitiative Frühe Hilfen – vor. Diese wurde später bis 2017 verlängert. Die Bundesinitiative wurde vom BMFSFJ mit insgesamt 279 Millionen Euro gefördert. Es handelte sich um eine gezielte Förderung von regionalen Netzwerken mit Zuständigkeit für Frühe Hilfen, des Einsatzes von Familienhebammen und vergleichbarer Berufsgruppen aus dem Gesundheitsbereich, von Ehrenamtsstrukturen und in diese Strukturen eingebundener Ehrenamtlicher sowie weiterer zusätzlicher Maßnahmen, beispielsweise Gruppenangebote für Eltern und Kinder.

### Bundesstiftung Frühe Hilfen
Im Januar 2018 nahm die Bundesstiftung Frühe Hilfen (BSFH) ihre Arbeit auf. Sie fördert dauerhaft die Netzwerke Frühe Hilfen und stellt die Unterstützung von Familien mit Säuglingen und Kleinkindern sicher und setzt damit die Arbeit der Bundesinitiative Frühe Hilfen fort. Ihre Tätigkeit beruht auf dem Gesetz zur Kooperation und Information im Kinderschutz (KKG).
Die Ziele der Stiftung sind die Stärkung der Elternkompetenz und Eltern-Kind-Bindung, der präventive Schutz von Kindern vor Missbrauch und Misshandlung sowie die Schaffung eines Netzwerks für Eltern und Kinder. Die Stiftung soll sicherstellen, dass bestehende, in der Bundesinitiative Frühe Hilfen aufgebaute Strukturen und Angebote weiter bestehen bleiben und außerdem vor allem Angebote zur psychosozialen Unterstützung von Familien mit Kindern bis drei Jahre dabei weiter ausgebaut werden.

### Ausbau seit 2021
Im Juli 2021 rief der Beirat der BSFH und des NZFH zu einer Erhöhung der Mittel auf. Bedarf bestehe insbesondere bei folgenden Lebenslagen:
- armutsgefährdete Familien und Familien in Armutslagen,
- Eltern mit psychischen Belastungen und Erkrankungen,
- alleinerziehende Mütter und Väter,
- Familien mit Flucht- und Migrationsgeschichte.

Im Sinne eines niederschwelligen Zugangs rief der Beirat dazu auf, verstärkt Lotsen in Kliniken und Arztpraxen einzusetzen. Diese sollten Familien ansprechen und sie entsprechend ihrem Bedarf an weitergehende Angebote überleiten.
Der im Dezember 2021 unterzeichnete Koalitionsvertrag für die 20. Legislaturperiode sah vor, die Mittel der Bundesstiftung Frühe Hilfen zu „dynamisieren“. Im März 2022 erklärte der Beirat der BSFH und des NZFH jedoch, dass eine Dynamisierung der Mittel allein nicht ausreiche, um den Bedarf an Frühen Hilfen zu decken. Eine bedarfsdeckende Versorgung mit Angeboten der Frühen Hilfen sei nicht gegeben. Mangels finanzieller Mittel könne insbesondere der Bedarf am Einsatz von Familienhebammen und Familien-Gesundheits- und Kinderkrankenpflegenden (FGKIKP) in den Familien in weniger als jeder dritten Kommune gedeckt werden. Anlässlich der Pläne der Bundesregierung zur Aufnahme von Geflüchteten aus der Ukraine wies der Beirat auf die Notwendigkeit hin, geflüchtete Mütter durch niedrigschwellige Angebote der Frühen Hilfen zu entlasten.
Der Koalitionsvertrag der 21. Legislaturperiode kennzeichnet die Frühen Hilfen als „wirkungsvolle und zielgenaue Präventionsmaßnahme zur Unterstützung, Begleitung und Beratung von Familien ab der Schwangerschaft“ und sieht vor, diese Hilfen im Rahmen der Bundesstiftung Frühe Hilfen aufzustocken. Außerdem solle modellhaft erprobt werden, sie auf Kinder im Alter von vier bis sechs Jahren auszuweiten.

## Verwandte Ansätze in anderen Staaten
Zu Ansätzen und Institutionen in anderen Staaten, die (werdenden) Eltern und Kindern in den ersten Lebensjahren Unterstützung bieten, zählen Familien- oder Kinderzentren.

### Österreich
In Österreich wurden die „Frühen Hilfen“ zunächst 2011 in Vorarlberg eingeführt und schrittweise weiter ausgebaut. Im Rahmen des von 2021 bis 2023 laufenden Investitionsprogramms „Nationaler Roll-out der ‚Frühen Hilfen‘ für sozial benachteiligte Schwangere, Kleinkinder und deren Familien“ (kurz „RFF Frühe Hilfen“) erfolgte eine flächendeckende Ausweitung. Mit der Unterstützung des RFF-Programms beauftragte das Bundesministerium für Soziales, Gesundheit, Pflege und Konsumentenschutz (BMSGPK) die Gesundheit Österreich GmbH, wo auch das Nationale Zentrum Frühe Hilfen (NZFH.at) angesiedelt wurde. Das Programm wurde durch die Europäische Union im Rahmen von „Next Generation EU“ des EU-Wiederaufbaufonds finanziert. Eine Anfang 2024 in Kraft getretene „Frühe-Hilfen-Vereinbarung“ soll die langfristige Finanzierung der Frühen Hilfen sicherstellen und eine nachhaltige Sicherung der erzielten Fortschritte gewährleisten. Laut dem Endbericht des RFF-Programms ist für die Zukunft eine Schnittstelle zwischen Frühen Hilfen und dem Eltern‐Kind‐Pass vorgesehen.